# 福山2歳優駿
福山2歳優駿（ふくやまにさいゆうしゅん）は福山市競馬事務局が福山競馬場のダート1250mで施行していた競馬の重賞競走（平地競走）である。
農林水産省が賞を提供しており、正式名称は「農林水産大臣賞典 福山2歳優駿」と表記される。
正賞は農林水産大臣賞、日本地方競馬馬主振興協会会長賞。

## 概要
2008年にサラブレッド系2歳の馬齢重量の重賞競走「福山2歳優駿」として創設で、創設当初は「開設記念 福山2歳優駿」という名称で9月に開催。それまでサラブレッド系2歳の重賞競走は2006年では「ヤングヒーロー」、2007年では「ヤングチャンピオン」しかなかった。
2009年から未来優駿シリーズに選定、それに合わせて施行時期を9月から10月に変更され、更に福山・高知（中国・四国）地区交流競走として施行、高知所属の競走馬が出走可能となった。2010年からは「農林水産大臣賞」の副賞が付く様になり、名称を「農林水産大臣賞典 福山2歳優駿」に変更された。
負担重量は創設当初から2009年までは馬齢重量、2010年から定量で54キロ、牝馬は53キロである。
賞金総額は350万円で、1着賞金250万円、2着賞金57万5000円、3着賞金22万5000円、4着賞金12万5000円、5着賞金7万5000円と定められている。

## 歴史
- 2008年 - 福山競馬場のダート1250mのサラブレッド系2歳の中国所属馬限定の馬齢重量の重賞競走「福山2歳優駿」として創設。創設当初は「開設記念 福山2歳優駿」で施行。
- 2009年
  - 施行時期を9月から10月に変更。
  - 未来優駿シリーズに選定。
  - この年から福山・高知（中国・四国）地区交流競走として施行、出走条件を「サラブレッド系2歳の中国・四国所属馬」に変更。
  - 1着賞金が60万円から250万円に増額。
- 2010年
  - 負担重量を「馬齢重量」から「定量」に変更。
  - 名称を「農林水産大臣賞典 福山2歳優駿」に変更。
- 2012年 - 佐原秀泰が騎手として初の連覇。

## 歴代優勝馬
| 回数  | 施行日         | 優勝馬           | 性齢 | 所属 | タイム | 優勝騎手 | 管理調教師 |
| ----- | -------------- | ---------------- | ---- | ---- | ------ | -------- | ---------- |
| 第1回 | 2008年9月21日  | アグリヤング     | 牡2  | 福山 | 1:22.5 | 嬉勝則   | 江口秀博   |
| 第2回 | 2009年10月26日 | ムツミマーベラス | 牝2  | 福山 | 1:22.3 | 池田敏樹 | 末廣卓己   |
| 第3回 | 2010年10月25日 | ユメミルチカラ   | 牝2  | 福山 | 1:22.6 | 黒川知弘 | 高本敏明   |
| 第4回 | 2011年10月31日 | クーヨシン       | 牝2  | 福山 | 1:22.9 | 佐原秀泰 | 那俄性哲也 |
| 第5回 | 2012年10月29日 | カイロス         | 牡2  | 福山 | 1:19.2 | 佐原秀泰 | 高本友芳   |